# Digonocryptus varipes
Digonocryptus varipes là một loài tò vò trong họ Ichneumonidae.